# Sumengko (Kwadungan)
Sumengko is een bestuurslaag in het regentschap Ngawi van de provincie Oost-Java, Indonesië. Sumengko telt 1323 inwoners (volkstelling 2010).